# Małgorzata Kozakowska
Małgorzata Kozakowska (ur. w Częstochowie) – polska artystka fotograf. Członek rzeczywisty Okręgu Świętokrzyskiego Związku Polskich Artystów Fotografików. Członkini Jurajskiego Fotoklubu Częstochowa. Wielokrotna laureatka tytułu Fotograf Roku Jurajskiego Fotoklubu Częstochowa. Członkini Ogólnopolskiej Fotograficznej Grupy Twórczej Art Fokus 13.

## Życiorys
Małgorzata Kozakowska związana z częstochowskim środowiskiem fotograficznym – mieszka i tworzy w Częstochowie. Miejsce szczególne w jej twórczości zajmuje fotografia kreacyjna, fotografia portretowa, fotografia martwej natury. 
Jest autorką i współautorką wielu wystaw fotograficznych; indywidualnych i zbiorowych, poplenerowych oraz pokonkursowych. Bierze aktywny udział w Międzynarodowych Salonach Fotograficznych, organizowanych (między innymi) pod patronatem FIAP, zdobywając wiele akceptacji, nagród, wyróżnień, dyplomów, listów gratulacyjnych. W latach 2008, 2009, 2011 została laureatką tytułu Fotografa Roku Jurajskiego Fotoklubu Częstochowa. 
Od 2002 jest członkiem rzeczywistym Jurajskiego Fotoklubu Częstochowa – członka zbiorowego Fotoklubu Rzeczypospolitej Polskiej Stowarzyszenia Twórców. Jest członkiem Ogólnopolskiej Fotograficznej Grupy Twórczej Art Fokus 13 –  członka zbiorowego Fotoklubu RP. W 2008 została przyjęta w poczet członków rzeczywistych Okręgu Świętokrzyskiego Związku Polskich Artystów Fotografików (legitymacja nr 1002).

## Wystawy indywidualne
- Twarze i formy – Galeria Fotografii Miasta Rzeszowa (2014)[6]
- Czułym okiem portrety i martwe natury – Galeria Sztuki Tadeusza Czarneckiego (Radoszyce 2015)[4]
- Nowa magia i wiecznie stare piękno – Miejska Biblioteka Publiczna (Myślenice 2018)[5]
- Wystawa fotografii – Galeria 4 Arte (Częstochowa 2022)[8]
- Między materią a duszą – Galeria U Strasza (Kielce 2025)[9]

## Nagrody (wyróżnienia)
- Wyróżnienie – Międzynarodowy Salon Fotografii Martwa Natura (Częstochowa 2005)
- II Nagroda – Jurajski Salon Fotografii (2006)
- III Nagroda – Międzynarodowy Salon Fotografii Martwa Natura (Częstochowa 2007)
- Dyplom Honorowy – XIII Ogólnopolski Konkurs Fotograficzny Portret (Trzcianka 2008)
- Fotograf Roku 2008 – Jurajski Fotoklub Częstochowa
- Nagroda Główna – Międzynarodowy Salon Fotografii Martwa Natura (Częstochowa 2009)
- Złoty Medal FIAP – Międzynarodowa Federacja Sztuki Fotograficznej (2009)
- Fotograf Roku 2009 – Jurajski Fotoklub Częstochowa
- I Nagroda – XV Ogólnopolski Konkurs Fotograficzny Portret (Trzcianka 2010)
- Srebrny Medal „Za Fotograficzną Twórczość” – Międzynarodowy Salon Fotografii Martwa Natura (Częstochowa 2011)
- Wyróżnienie – Międzynarodowy Niekonwencjonalny Konkurs Fotograficzny Foto Odlot (Rzeszów 2011)
- Wyróżnienie – XIII Biennale Fotografii Women (Strakonice, Czechy 2011)
- I Nagroda oraz II Nagroda – Konkurs Klimaty Częstochowy (2011)
- Fotograf Roku 2008 – Jurajski Fotoklub Częstochowa
- Nagroda Fundacji Fotografia dla Przyszłości – Międzynarodowy Niekonwencjonalny Konkurs Fotograficzny Foto Odlot (Rzeszów 2012)
- II Nagroda – XVI Ogólnopolski Konkurs Fotograficzny Portret (Trzcianka 2013)
- Nagroda Prezydenta Miasta Częstochowy – Międzynarodowy Salon Fotografii Martwa Natura (Częstochowa 2014)
- Best Author (FIAP) – wyróżnienie pisma artystycznego Format
- Złoty Medal FIAP oraz I Nagroda – Międzynarodowy Niekonwencjonalny Konkurs Fotograficzny Foto Odlot (Rzeszów 2014)
- Nagroda – Międzynarodowy Konkurs Cyfrowej Fotokreacji (Częstochowa 2015)
- III Nagroda – Otwarte Mistrzostwa Województwa Śląskiego w Fotografowaniu Fotosprint (Częstochowa 2015)
- Honorable Mention (FIAP) – XX edycji Międzynarodowego Konkursu Fotograficznego Foto Odlot (Rzeszów 2023)[10]

Źródło